# Клиния

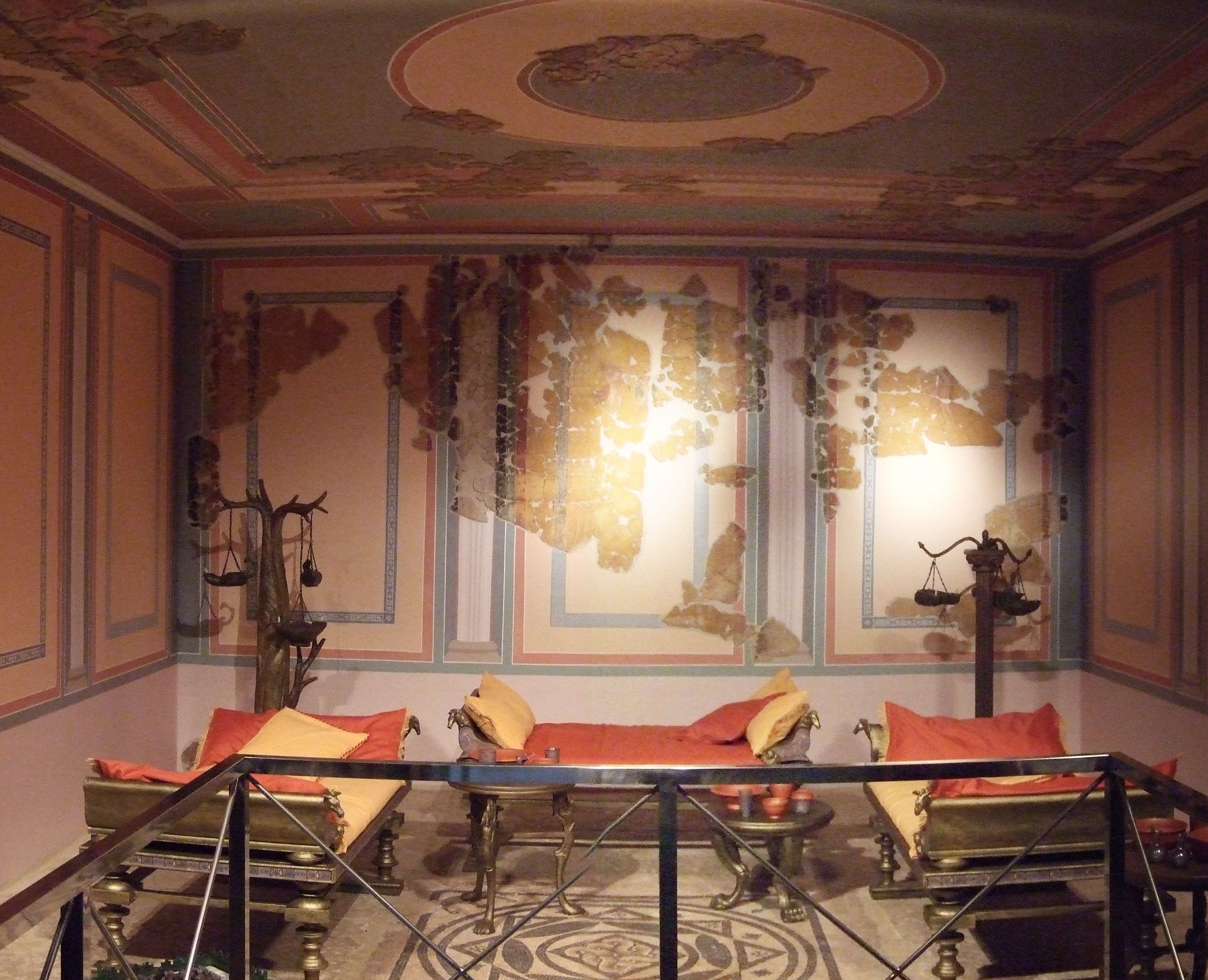
Триклиний на улице Анон. Сарагоса, Испания. I в. до н. э.

Кли́ния,клинé ((др.-греч. κλγνε, лат. klinē — ложе, носилки), или лектус — разновидность античной мебели, ложе, на котором возлежали древние греки и римляне во время пиршеств (симпосиев и конвивиумов), трапез и бесед.
Ещё во времена Гомера греки ели за столом, а ложе использовали только для сна. Позднее появился обычай есть лёжа, а вместе с ним и клине — ложе на высоких опорах со скамеечкой перед ним, представляющий собой более широкий вариант мебели для лежания. Обычно клине имело особый выступ либо подушки, на которые можно было облокотиться.
Клине обычно изготавливали из дерева или бронзы. Римская кровать сохранила основную форму клине, однако была более украшена слоновой и черепаховой костью, золотом и серебром. Клине было предназначено для трёх или, реже, пяти человек, причём несколько лож, составленных в форму буквы «П», образовывали триклиний. Такая композиционная форма была наиболее удобна для проведения пиршеств: посреди триклиниума ставился длинный стол с лёгкими закусками и пиршественной посудой.
Древнеримское клине послужило прообразом позднейшей кушетки.

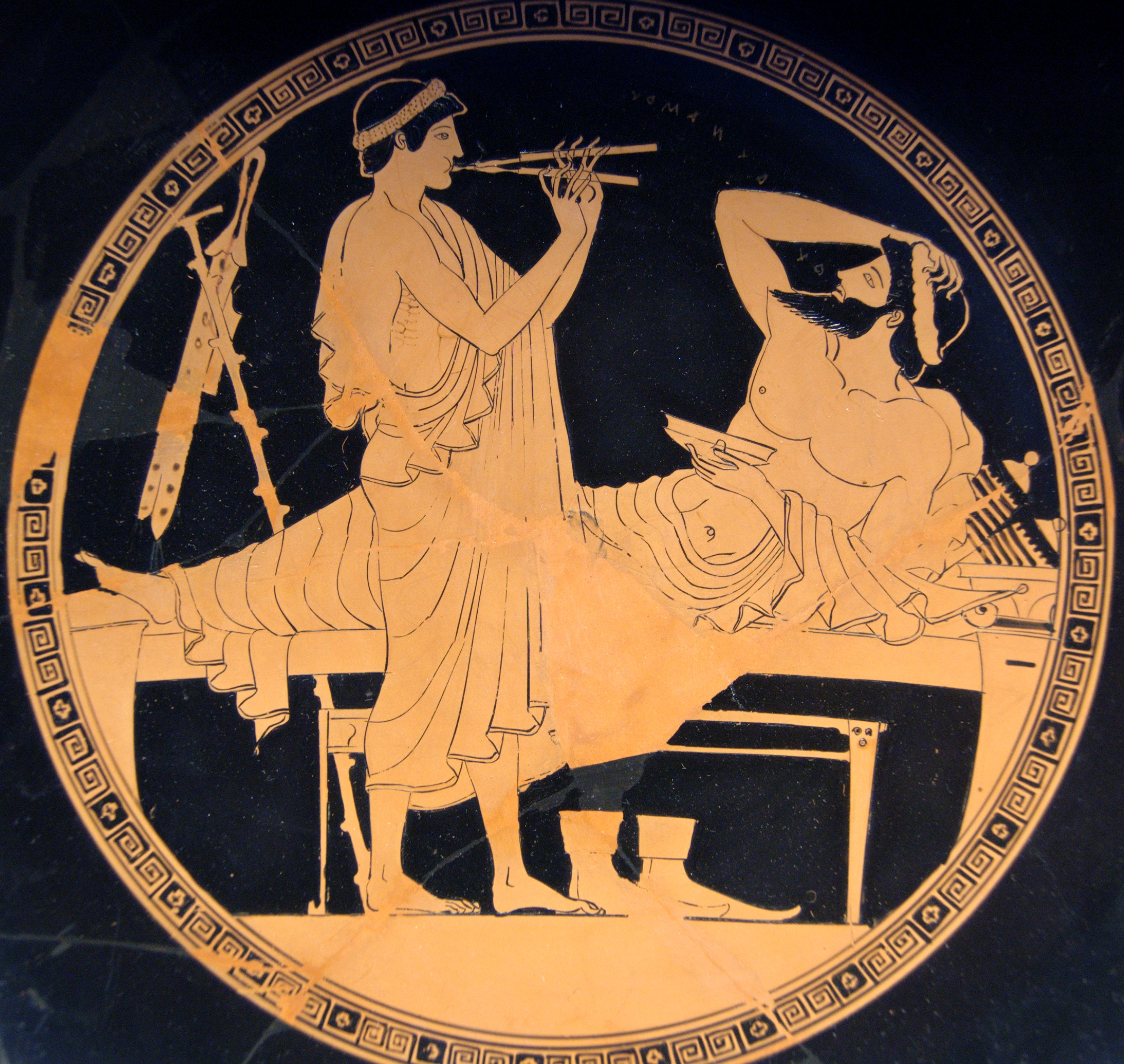
Симпосиарх на клине. Роспись донца килика. Ок. 480 г. до н. э. Государственное античное собрание, Мюнхен
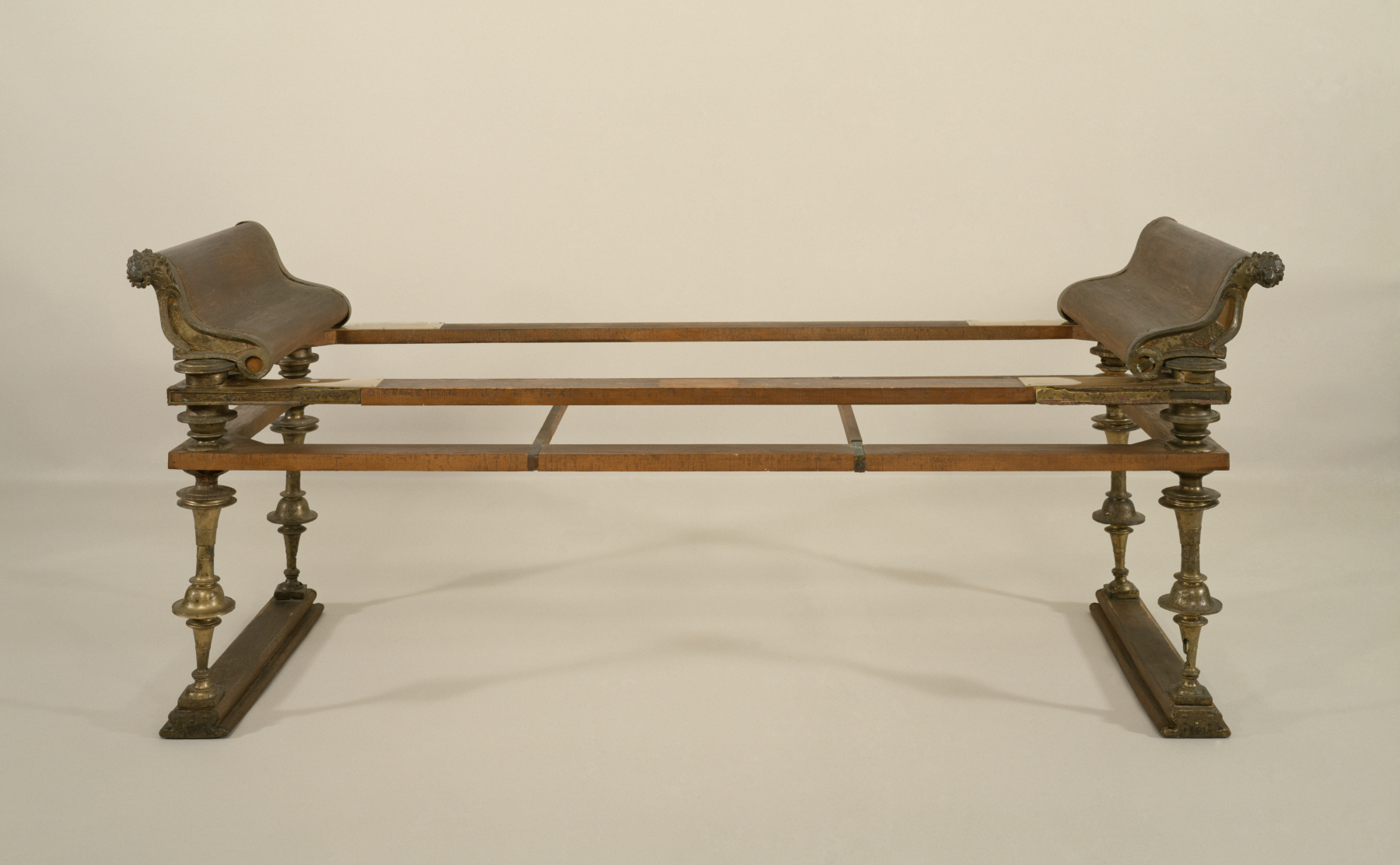
Римское клине. I в. до н. э. Бронза, дерево Художественный музей Уолтерса, Балтимор, США
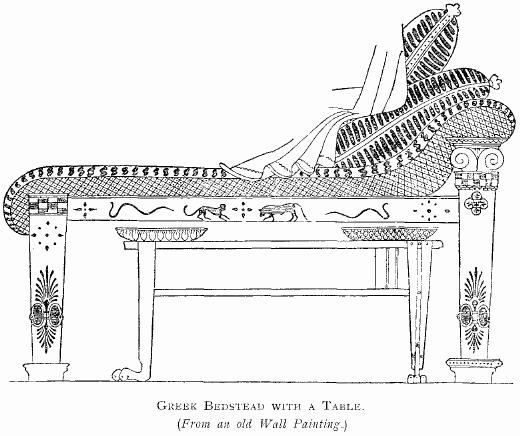
Иллюстрация из книги Ф. Личфилда "History of Furniture. From the Earliest to the Present Time". 1893